# Rentenmark
Il Rentenmark è stata la valuta emessa il 15 novembre 1923 per fermare l'inflazione del 1922-1923 in Germania. Sostituì la Papiermark, che era stata completamente svalutata. La Rentenmark fu solo una valuta temporanea, e non ebbe valore legale. Fu comunque accettata dalla popolazione e riuscì effettivamente a fermare l'inflazione. La Reichsmark divenne presto la nuova valuta con valore legale il 30 agosto 1924.
La Rentenmark continuò ad esistere anche dopo quel giorno e anche monete e banconote continuarono a circolare. Le ultime banconote in Rentenmark (denominate 1 e 2 Rentenmark e datate 30 gennaio 1937) furono valide fino al 1948.
A causa delle crisi economiche della Germania dopo la Grande guerra, non c'era oro da garantire l'emissione di una moneta. Perciò la Rentenbank, che emetteva il Rentenmark, ipotecò le terre e le merci industriali per 3,2 miliardi di Rentenmark per garantire l'emissione della valuta. La Rentenmark fu introdotta al cambio di 1 $ = 4,2 RM. Il cambio della Rentenmark rispetto alla Papiermark era 1 RM per 1012 Papiermark (mille miliardi di PM).
La politica monetaria di Hjalmar Schacht - il banchiere centrale- insieme alla politica fiscale del cancelliere Gustav Stresemann e del ministro delle finanze Hans Luther riuscirono ad abbattere l'inflazione.